# Krzysztof Penderecki

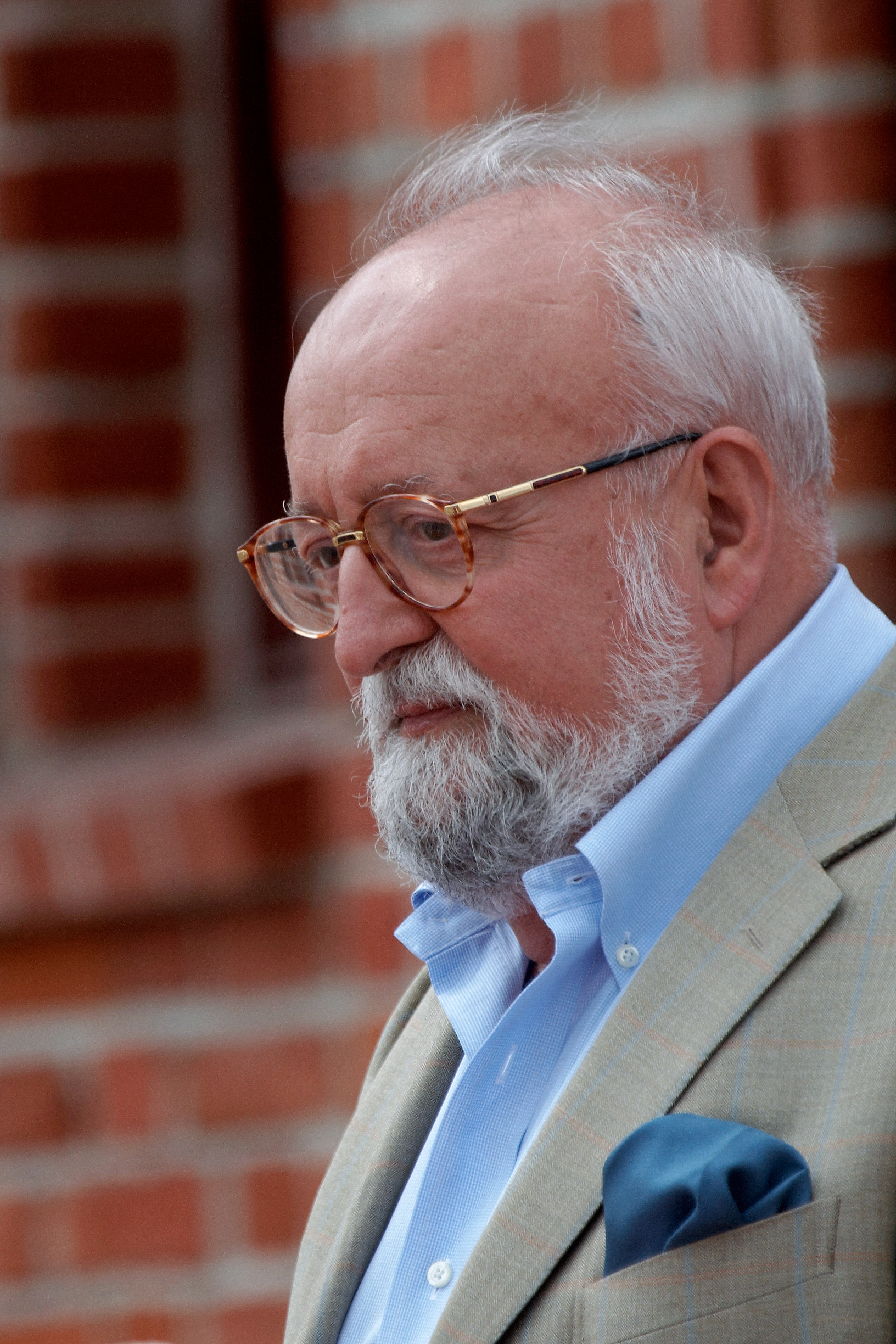
Krzysztof Penderecki (2008)

Krzysztof Eugeniusz Penderecki [ˈkʂɨʂtɔf pɛndɛˈrɛt͡skʲi] (* 23. November 1933 in Dębica; † 29. März 2020 in Krakau) war ein polnischer Komponist, dessen Werk der postseriellen Musik zugeordnet wird und der vor allem durch seine Klangkompositionen Aufsehen erregte. Für diese speziell in der Instrumentalmusik angewandte Technik wurde von Seiten der polnischen Musikwissenschaft, namentlich von Zofia Lissa und Józef Michał Chomiński, der Begriff Sonorismus entwickelt. Er gilt als einer der führenden Komponisten der polnischen Avantgarde, der mit seiner Musik „den Kompositionsstil einer ganzen Ära der zeitgenössischen Musik mitgeprägt“ hat. Sein unerschrockenes Eintreten für christliches Gedankengut und Menschlichkeit sowie seine unverwechselbare Tonsprache ließen Penderecki zur Galionsfigur einer „polnischen Schule“ der Avantgarde mit internationaler Ausstrahlung werden.

## Leben
Krzysztof Penderecki wurde in Dębica bei Rzeszów (nicht in Krakau, wie gelegentlich irrtümlich berichtet wird) geboren. Seine Großmutter stammte aus Armenien. Pendereckis Großvater Robert Berger war ein talentierter Maler, dessen Vater Johann, ein protestantischer Deutscher, aus Breslau nach Dębica gezogen war. Sein Vater brachte ihn schon früh mit Musik in Berührung; bereits als Kind erhielt er Violin- und Klavierunterricht. Später studierte er Komposition an der Musikakademie Krakau bei Artur Malawski und Stanisław Skołyszewski sowie privat bei Franciszek Skołyszewski; daneben studierte er an der Universität Krakau Philosophie, Kunst- und Literaturgeschichte. 1958 schloss er das Studium mit dem Diplom ab und übernahm im gleichen Jahr eine Professur für Komposition an der Musikakademie Krakau.
1959 fiel er in Polen und international auf, als er beim Musikfest Wettbewerb »Warschauer Herbst« junger polnischer Komponisten alle drei ausgesetzten Preise für drei anonym eingereichte Werke zugesprochen erhielt. In der westlichen Welt wurde er schlagartig bekannt, als 1960 sein Werk Anaklasis für Streichorchester und Schlaginstrumente bei den Donaueschinger Musiktagen uraufgeführt wurde.
Von 1972 bis 1987 war er Rektor der Musikakademie Krakau. Zwischen 1966 und 1968 war er auch Dozent an der Folkwang-Hochschule in Essen. Penderecki war Ehrenvorsitzender des Kuratoriums des Institutes für kulturelle Infrastruktur Sachsen in Görlitz und seit 1992 Ehrenmitglied der International Society for Contemporary Music ISCM (Internationale Gesellschaft für Neue Musik). Ab 1976 lebte er in Lusławice. 1988 wurde er zum ersten Gastdirigenten des NDR-Sinfonieorchesters (Hamburg) gewählt. 2001 war er der elfte Komponist beim jährlichen Komponistenporträt des Rheingau Musik Festivals. Er sprach fließend Deutsch. Penderecki starb nach langer Krankheit im März 2020 im Alter von 86 Jahren in Krakau.

## Stilistik
In der Musik nach 1945 führt ein direkter Entwicklungsstrang von Schönbergs Zwölftontechnik über die Kompositionen von Anton Webern zu einer „punktuellen Musik“, deren vorrangiges Ziel in der Auflösung von Melodien in Einzeltöne bestand. Komponisten wie Olivier Messiaen, Pierre Boulez, Luigi Nono und Karlheinz Stockhausen setzten an die Stelle klassisch-romantischer Themenverarbeitung spezielle Techniken der Serialität, um die Einzeltöne zu größeren Formorganismen zusammenzufügen. Dieser hauptsächlich durch die Darmstädter Ferienkurse bekannt und rasch populär gewordenen Kompositionsweise setzte Penderecki frühzeitig eine eigene Tonsprache entgegen, in welcher die Vereinzelung der Töne aufgehoben und durch neuartige Vermassungstechniken in ihr Gegenteil verwandelt wurde. Ging es vorher darum, jeden Ton einzeln durch sog. Parameter zu definieren, gestaltete Penderecki in dem bahnbrechenden Werk Anaklasis (1959/60) Klangflächen und Klangbänder, die aus zahllosen und einzeln nicht mehr wahrzunehmenden Tönen bestanden. „Das Neuartige dieses Werks liegt in dem primär geräuschhaften Gestus, der wie mit breitem Pinsel gemalt wirkt. Penderecki arbeitete hier mit Klangbändern, Clustern, Glissandi oder auch bewegten Klangblöcken, deren Innenleben melodisch aufgefächert erscheint.“ Das Besondere des Gesamtklanges beruht unter anderem auch auf dem Einsatz ungewöhnlicher Klangerzeuger wie z. B. von Singenden Sägen und mechanischen Schreibmaschinen sowie in der Hinzunahme geräuschhafter Blas-, Kratz- und Zupfgeräusche auf den herkömmlichen Orchesterinstrumenten (z. B. in Fluorescences für Orchester 1961/62). Die Vermassung der Einzeltöne geht so weit, dass die Grenzen und Unterschiede zwischen Schlag-, Blas- und Streichinstrumenten vom Hörer nicht mehr wahrgenommen werden können. Dabei ließ sich Penderecki primär von Entdeckerfreude und Experimentierlust leiten und inspirieren, sah seine Arbeiten aber auch als Forschungsergebnis und verlieh ihnen Titel wie beispielsweise De natura sonoris (lat.: „Über die Natur des Klanges“). Das akustische Erleben von Musik stand im Mittelpunkt. Ein weiteres Mittel auf diesem Weg war die Abschaffung traditioneller Rhythmen und zeitlicher Gestaltungsmittel. Mit den grafischen Mitteln einer sog. „space notation“ wurden die Dauern von Klangprozessen visuell verdeutlicht, ohne dass für die Einzelaktionen genauere Angaben gemacht wurden. So zeichnet sich auch im Notenbild für Spieler und Dirigenten eine gewisse Rahmenvorstellung ablesbar ab.
Nach einigen Jahren des Experimentierens setzte bereits in den 1960er-Jahren eine Neuorientierung ein. Hatte Penderecki in der Frühphase die Formen seiner Kompositionen aus dem Klangmaterial heraus entstehen lassen, wendete er sich nunmehr verstärkt den traditionellen Formen der Klassik und Romantik zu und strebte eine Verbindung seiner tontechnischen Neuerungen mit der Tonsprache früherer Epochen an: „Sinfonie und Konzert, Oratorium und Oper standen nun im Zentrum seines Interesses.“ Ein wichtiger Schritt in dieser Richtung war die Komposition seines 1. Streichquartetts (1960), dessen Bedeutung von musikwissenschaftlicher Seite als „Wende in der Gattungsgeschichte“ bezeichnet wurde. Während mit den Quartettkompositionen von Beethoven bis Brahms hauptsächlich in der Verarbeitung von gegensätzlichem Themenmaterial und dessen Aufspaltung in Motive ihr formaler Sinn entfaltet wurde, erhob Penderecki in seinem 1. Streichquartett die Gegensätzlichkeit von Geräusch und traditionell orthodoxem Quartettklang zur formbildenden Kraft und stiftete eine Symbiose aus klanglichen Innovationen und der traditionellen Sonatenidee. In diesem ersten Ansatz äußert sich bereits klar erkennbar Pendereckis Veranlagung zum integralen Denken. Im Lager der Musikkritik wurde Pendereckis Öffnung hin zur Formenwelt, Harmonik und Tonsprache früherer Jahrhunderte in den meisten Fällen als Absage an die Moderne interpretiert und bedauert. Dabei wurde übersehen, dass er auf diesem Wege nichts anderes und nicht weniger als eine Verbindung zwischen seinen kompositorischen Neuerungen und einem weit gefassten Musikverständnis herzustellen suchte. Hierfür findet der Komponist Peter Michael Hamel einen interessanten Vergleich, wenn er sagt, bei Penderecki sei „weniger von einem starr fixierten Personalstil als vom vielfältigen Stilwandel zu sprechen, ist Penderecki doch auch von der stets fortschreitenden Stilveränderung eines Picasso fasziniert.“ In seinen Opern, Oratorien und Sinfonien bildeten inhaltliche Vorgaben, seien sie religiöser oder allgemeiner Natur, den Rahmen für eine Ausdrucksweise, die sich nicht länger auf die Schockwirkung und Überraschungseffekte avantgardistischer Klanggestaltung festlegen ließ.

## Rezeption

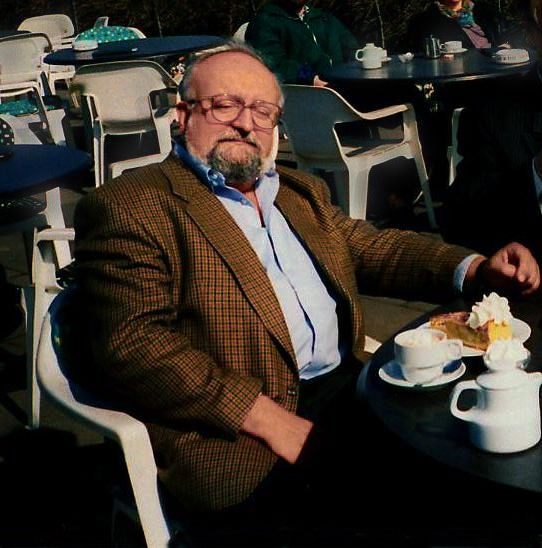
Krzysztof Penderecki (1993)

Zwar hat Penderecki mit seiner sonoristischen Kompositionstechnik zunächst stilbildend gewirkt und die Ästhetik einer postseriellen Musik entscheidend mit entwickelt, doch gingen die Ansichten über die Bedeutung und Wirkung seines Schaffens später weit auseinander. Viele seiner frühen Werke hatten auf Grund der darin angewandten ungewöhnlichen und in sich durchaus stimmigen Kompositionstechniken anfänglich in Fachkreisen in erheblichem Maß für Aufmerksamkeit gesorgt und anregend auf die musikalische Weiterentwicklung gewirkt, doch war auch in breiten Kreisen des Konzertpublikums seit Pendereckis Wendung zur Tradition die Akzeptanz auffallend gewachsen. So hatte seine Musik relativ bald auch Einlass bei der Mailänder Scala, im Wiener Musikverein und im Salzburger Festspielhaus gefunden. Die 1986 bei den Salzburger Festspielen uraufgeführte Oper Die schwarze Maske (Text: Gerhart Hauptmann) „fand selbst der örtliche Gralshüter Herbert von Karajan offenbar so schön, dass er sie am liebsten selbst dirigiert hätte.“ Werke wie die Lukaspassion, das Polnische Requiem und das Dies irae hatten vor allem im kirchlichen Bereich zahllose Menschen erreicht, und seine Sinfonien und groß angelegten Opern überzeugten und begeisterten in erster Linie ein allgemein interessiertes Publikum. Auch dass seine Avantgarde-Techniken zunehmend von Filmmusikkomponisten, wie z. B. Don Davis und Elliot Goldenthal, eingesetzt und übernommen wurden, ist ein Indiz für die eher allgemeine Akzeptanz. Und so stand Penderecki im Lauf der Jahre immer mehr in der Kritik seiner Komponistenkollegen und bei den Kritikern. Bereits im Jahr 1972 merkt Hans Vogt an: „Penderecki ist im Konzert der gegenwärtigen Musik zweifellos eine auffallende Erscheinung. Sein Instinkt für Direktwirkungen […] hat bewirkt, dass er als einer der wenigen jüngeren Komponisten ins Bewusstsein einer größeren Öffentlichkeit gedrungen ist. Für die Gesamtsituation ist dies begrüßenswert; manches Ressentiment gegen ‚moderne Musik‘ wurde dadurch abgebaut. Für ihn selbst und seine weitere Entwicklung aber liegt darin eine gewisse Gefahr: Einmal erfolgreich, beginnt er sich in seinen letzten Jahren allzusehr zu wiederholen.“ Mit seiner sämtlichen Stilen gegenüber offenen Positionierung hatte Penderecki auf der einen Seite viel Anerkennung geerntet, und zwar von Zuhörerkreisen, die hier Zugang zur Neuen Musik gefunden zu haben glaubten. Mit Skepsis hingegen begegneten ihm Kollegen wie beispielsweise Helmut Lachenmann, der ihn als „Penderadetzky“ apostrophierte, der die „tonalen Paarhufer“ anführe. Ulrich Dibelius, einer der besten Kenner der zeitgenössischen Musik und in seinen Formulierungen stets um Objektivität bemüht, charakterisiert die neuere Entwicklung Pendereckis als „klangschwelgerische Breitspurigkeit“, basierend auf einer ungebremsten Liebe Pendereckis zur Musik von Tschaikowsky und „höchst konform mit aktuellen neoromantischen Tendenzen.“ Nicht weniger deutlich klingen die Einwände gegen Pendereckis Entwicklung, wenn es andernorts heißt: Penderecki hat „auf kritische Stimmen, die ihm künstlerische Stagnation und allzu bereitwillige Anpassung an den Kulturbetrieb vorwarfen, mit künstlerischen Argumenten geantwortet. Hinter den wohl bewusst traditionell gewählten Titeln (u. a. Partita, Sinfonie, Concerto grosso) verbergen sich Kompositionen, in denen die früheren Klangerfahrungen sich formal zwingender, in ihrer Verarbeitung konsequenter artikulieren, deren Ausgewogenheit aber auch zuweilen die wilde Ungezügeltheit der früheren Klanggestik vermissen lässt.“ Unter der markanten Überschrift: „Mit Gloria und Glykol in den Rückwärtsgang“ schreibt Klaus Umbach in einer pointierten Kritik in der Wochenzeitschrift Der Spiegel: „Der Neutöner Penderecki hat abgedankt“ und fährt fort: „Wenn nicht alles täuscht, ist der Verräter zum Vorreiter der Avantgarde geworden – im Handel mit Antiquitäten.“
Penderecki selbst äußerte sich dazu wie folgt: „In Fragen der Musik bin ich gegen jede Orthodoxie. Ich bin weder ein Feind der Tradition, noch ein kritikloser Enthusiast der Avantgarde. Überhaupt liebe ich das Theoretische nicht. Nach meiner Meinung ist in unserem Jahrhundert genug experimentiert worden: mit atonalen Mitteln, mit aleatorischer Technik, mit Elektronik. Musik muss einfach Ausdruck haben, nicht in irgendwelchen experimentellen Richtungen herumgeistern, am Publikum vorbei.“ Mit dieser Einstellung erteilte Penderecki dem Denken in Kategorien eines zu bearbeitenden musikalischen „Materials“ eine Absage und ging im Sinne einer postmodernen Kunstauffassung auf Distanz zu den wichtigen Zentren der musikalischen Avantgarde in Mitteleuropa, wo der Diskurs über Möglichkeiten der Weiterentwicklung und die Fortschrittlichkeit des Klangmaterials im Mittelpunkt stand und jede Rückwärtsorientierung kritisch registriert wurde. Immer mehr setzt sich indessen auch in Kritikerkreisen die Einsicht durch, dass Penderecki „wie kaum ein Zweiter zu jeder Zeit Tradition und Moderne miteinander verbunden und deren vermeintliche Gegensätzlichkeit fruchtbar gemacht hat.“ Wolfgang-Andreas Schultz interpretiert den Befreiungsschritt Pendereckis aus der Enge der Material-Ästhetik der 1960er Jahre als „Versuch, die ausgegrenzten Bereiche der Lebenswirklichkeit wieder in die Musik hineinzunehmen.“ Zwar scheine es „den bisherigen Versuchen mit Stilpluralismus“ noch „an einer überzeugenden Integration“ zu mangeln, doch wertet Schultz „die vielgeschmähte Postmoderne“ als „unsicher tastende Schritte in eine vielleicht doch richtige Richtung.“
Anlässlich seines Todes wurde Penderecki in einer Pressemeldung der Akademie der Künste Berlin, deren Mitglied er seit 1979 war, als „der wichtigste polnische Komponist und Dirigent des 20. Jahrhunderts“ und „einer der engagiertesten Humanisten des internationalen Musiklebens“ bezeichnet. „Durch seinen Tod verliert die Musikwelt einen Komponisten, der seit den späten 1950er Jahren bis in die jüngste Gegenwart tonangebend blieb“, schrieb die Gesellschaft der Musikfreunde in Wien, und aus den Kreisen der Auschwitz-Überlebenden hieß es: „Mit seinem Werk ‚Dies Irae‘, das er 1967 zur Einweihung des vom Internationalen Auschwitz Komitee ausgeschriebenen Denkmals im Vernichtungslager Auschwitz-Birkenau komponierte, hat er die Erinnerung an alle Opfer von Auschwitz ins musikalische Gedächtnis der Menschheit eingeschrieben.“ Er hat „mit seiner Musik und seinem Erinnerungsvermögen die Dunkelheiten und die Schönheit der Welt über viele Jahrzehnte ausgeleuchtet“.

## Pendereckis Werke im Film
Pendereckis expressive Musik wurde auch in Filmen eingesetzt. „Herausragend ist etwa seine Zusammenarbeit mit Martin Scorsese (Shutter Island / 2010), David Lynch (Inland Empire / 2006), Stanley Kubrick (Shining / 1980) und Andrzej Wajda (Das Massaker von Katyn / 2007).“ Bereits 1973 fanden sich Pendereckis Klänge in dem Film Der Exorzist wieder (Regie: William Friedkin). Er komponierte auch die Originalmusik für die Spielfilme Die Handschrift von Saragossa (1965) und Ich liebe dich, ich liebe dich (1968).

## Werk

### Opern
- 1968–1969: Die Teufel von Loudun (The Devils of Loudun) – Oper in drei Akten (Libretto vom Komponisten, nach The Devils of Loudun von Aldous Huxley, in der Dramatisierung von John Whiting, unter Benutzung der deutschen Übertragung des Dramas von Erich Fried)
- 1976–1978: Paradise Lost (Das verlorene Paradies) – Sacra Rappresentazione in zwei Akten (nach dem gleichnamigen Versepos von John Milton)
- 1984–1986: Die schwarze Maske – Oper in einem Akt (Text von Harry Kupfer und Krzysztof Penderecki, nach einem Schauspiel von Gerhart Hauptmann)
- 1990–1991: Ubu Rex – Opera buffa in zwei Akten (Libretto von Jerzy Jarocki und Krzysztof Penderecki, nach dem Schauspiel Ubu Roi von Alfred Jarry)

### Instrumentalmusik

#### Werke für Orchester
- 1959–1960: Anaklasis für Streicher (42 Streichinstrumente) und Schlagzeuggruppen; Uraufführung durch Hans Rosbaud und das Südwestfunk-Orchester bei den Donaueschinger Musiktagen
- 1961–1962: Fluorescences für Orchester
- 1966: De natura sonoris No. 1 für Orchester
- 1971: Prélude für Bläser, Schlagzeug und Kontrabässe
- 1971: De natura sonoris No. 2 für Orchester
- 1972–1973: 1. Sinfonie für Orchester
- 1974: Als Jakob erwachte aus dem Schlaf, sah er, daß Gott dagewesen war. Er hat es aber nicht bemerkt für Orchester
- 1979: Adagietto aus Paradise Lost für Orchester
- 1979–1980: 2. Sinfonie (Christmas Symphony) für Orchester
- 1988–1995: 3. Sinfonie für Orchester
- 1989: Adagio – 4. Sinfonie für großes Orchester
- 1991–1992: 5. Sinfonie für Orchester
- 1994: Musik aus Ubu Rex für Orchester; Einrichtung von Henning Brauel
- 1995: Adagio aus der 3. Sinfonie für Orchester
- 1996–1997: Serenade für Streichorchester
- 2003: Fanfarria real für Orchester

(Anm.: Die 6. Sinfonie entstand erst viele Jahre nach der 7. und 8. – siehe „Vokalwerke“)

#### Werke für Streichorchester
- 1959: Emanationen für zwei Streichorchester
- 1960–1961: Threnos (Threnodie) – Den Opfern von Hiroshima, für 52 Saiteninstrumente
- 1961: Polymorphia für 48 Streichinstrumente
- 1963: Drei Stücke im alten Stil nach Musik zu dem Film „Die Handschrift von Saragossa“ für Streichorchester
- 1973: Intermezzo für 24 Streicher
- 1992: Sinfonietta per archi
- 1996–1997: Serenade für Streichorchester: Passacaglia (1996), Larghetto (1997)
- 1994: Agnus Dei aus dem Polnischen Requiem (1980/1984), Fassung für Streichorchester, bearbeitet von Boris Pergamenschikow
- 1998: De profundis aus Seven Gates of Jerusalem, Fassung für Streichorchester

#### Werke für Blasorchester
- 1967 Pittsburgh Ouverture for sinfonisches Blasorchester
- 1994 Entrata für 4 Hörner, 3 Trompeten, 3 Posaunen, Tuba und Pauken
- 1995 Burleske Suite aus „Ubu Rex“ für großes Blasorchester, eingerichtet von Henning Brauel
- 1998 Luzerner Fanfare für 8 Trompeten und Schlagzeug

#### Werke für Jazzensemble
- 1971: Actions für Jazzensemble

#### Werke für Soloinstrumente und Orchester
- 1961: Fonogrammi für Flöte und Kammerorchester
- 1964: Capriccio für Oboe und 11 Streicher. Uraufführung: 26. August 1965 mit Heinz Holliger und den Festival Strings Lucerne, Leitung: Rudolf Baumgartner (Mitschnitt von Schweizer Radio SRG SSR auf Neo.Mx3)
- 1964: Sonata für Violoncello und Orchester
- 1966–1967: Concerto für Violoncello und Orchester (revidiert 1971/1972)
- 1967: Capriccio für Violine und Orchester
- 1971: Partita für konzertierendes Cembalo, elektrische Gitarre, Bass-Gitarre, Harfe, Kontrabass und Orchester (revidiert 1991)
- 1976–1977: Concerto für Violine und Orchester (revidiert 1988)
- 1982: Concerto No. 2 für Violoncello und Orchester
- 1983: Concerto für Viola (Violoncello/Klarinette) und Orchester (1991 bei den Weltmusiktagen der Internationalen Gesellschaft für Neue Musik ISCM in Zürich aufgeführt).[25]
- 1992: Concerto für Flöte (Klarinette) und Kammerorchester
- 1992–1995: Metamorphosen, Konzert für Violine und Orchester Nr. 2
- 1994: Sinfonietta No. 2 für Klarinette und Streicher
- 2000: Musik für Blockflöten, Marimbaphon und Streicher
- 2000–2001: Concerto grosso für drei Violoncelli und Orchester
- 2001–2002: Konzert „Auferstehung“ für Klavier und Orchester (revidiert 2007)
- 2002–2003: Adagio für Cello und Orchester
- 2004: Concerto grosso Nr. 2 für fünf Klarinetten und Orchester
- 2007: Largo für Cello und Orchester
- 2007: Adagietto aus der Oper Paradise Lost, 2. Fassung für Englischhorn und Streicher
- 2007–2008: Konzert „Winterreise“ für Horn und Orchester
- 2012: Konzert für Violine, Viola und Orchester, Auftragswerk der Gesellschaft der Musikfreunde in Wien, Uraufführung: 22. Oktober 2012 mit Janine Jansen, Julian Rachlin und dem Symphonieorchester des Bayerischen Rundfunks unter Mariss Jansons
- 2015: Konzert für Trompete und Orchester, Uraufführung: 3. Mai 2015, Congresshalle, Saarbrücken, mit Gábor Boldoczki und dem Saarländischen Staatsorchester unter David Robert Coleman (im Rahmen der Musikfestspiele Saar)

#### Kammermusik
- 1953: 1. Sonate für Violine und Klavier
- 1956: 3 miniatures für Klarinette und Klavier
- 1959: Miniature für Violine und Klavier
- 1960: Quartetto per archi No. 1 für 2 Violinen, Viola, Violoncello
- 1968: Capriccio per Siegfried Palm für Violoncello solo
- 1968: Quartetto per archi No. 2 für 2 Violinen, Viola, Violoncello
- 1980: Capriccio für Tuba solo
- 1984: Cadenza für Violine solo
- 1985–1986: Per Slava für Violoncello solo
- 1987: Prélude für Klarinette in B
- 1988: Der unterbrochene Gedanke für 2 Violinen, Viola, Violoncello
- 1990–1991: Streichtrio für Violine, Viola und Violoncello
- 1993: Quartett für Klarinette, Violine, Viola und Violoncello
- 1994: Divertimento für Violoncello
- 2000: 2. Sonate für Violine und Klavier
- 2000: Sextett für Klarinette, Horn, Violine, Viola, Violoncello und Klavier – Auftragswerk der Gesellschaft der Musikfreunde in Wien
- 2004: Tempo di valse für Violoncello solo
- 2007: Serenade für drei Violoncelli
- 2008: Capriccio für Violine solo
- 2008: Streichquartett Nr. 3
- 2011: Duo concertante für Violine und Kontrabass, Uraufführung: 9. März 2011, Kuppelsaal, Hannover, mit Anne-Sophie Mutter und Roman Patkoló

#### Werke für Klavier
- 1963: Mensura sortis für 2 Klaviere; Uraufführung am 6. Mai 1964, Radio Bremen, Bremen, mit Alfons & Alois Kontarsky[26]
- 2019: Aria, Ciaccona & Vivace, erste Komposition für Solo-Klavier; Uraufführung am 22. März 2019, Rathaussaal, Torgau, mit Anna-Maria Maak[27][28][29][30]

#### Tonbandkomposition
- 1961: Psalmus für Tonband
- 1962: Kanon für 52 Streicher und Tonband
- 1963: Brygada Śmierci („Todesbrigade“) für Tonband (für ein Radiohörspiel über das KZ Auschwitz)
- 1972: Ekechejria – Musik für die Olympischen Spiele 1972 für Tonband; Uraufführung am 26. August 1972 in München anlässlich der Eröffnungsfeier zu den XX. Olympischen Spielen

### Vokalmusik

#### Chor a cappella
- 1962: Stabat Mater für 3 gemischte Chöre (SATB) a cappella (später unverändert in die Lukas-Passion übernommen)
- 1965: Miserere aus der Lukas-Passion für Knabenchor ad lib. und drei gemischte Chöre (ATB) a cappella
- 1965: In Pulverem Mortis aus der Lukas-Passion für drei gemischte Chöre (SATB) a cappella
- 1972: Ecloga VIII (Vergili „Bucolica“) für 6 Männerstimmen (AATBBB) a cappella
- 1981: Agnus Dei aus dem Polnischen Requiem für gemischten Chor (SSAATTBB) a cappella
- 1986: Ize cheruvimi (Song of Cherubim / Cherubinischer Lobgesang) – altkirchenslawisch mit englischer Umschrift für gemischten Chor (SSAATTBB) a cappella
- 1987: Veni creator (Hrabanus Maurus) für gemischten Chor (SSAATTBB) a cappella
- 1992: Benedicamus Domino (Organum und Psalm 117) für fünfstimmigen Männerchor (TTTBB) a cappella (lat.)
- 1993: Benedictus für gemischten Chor (SATB) a cappella
- 1996: De profundis (Psalm 129, 1–3) aus Seven Gates of Jerusalem (1996) für 3 gemischte Chöre (SATB) a cappella
- 2002: Benedictus für Frauenchor a cappella

#### Gesang und Instrumentalensemble oder Orchester
- 1959: Strophen für Sopran, Sprechstimme und zehn Instrumente über Originaltexte von Menander, Sophokles, Jesaja, Jeremia und Omar Chayyām (Warschauer Herbst 1959)
- 2017: 6. Sinfonie Chinesische Lieder nach Gedichten von Li-Tai-Po, Thang-Schi-Yie-Tsai und Tschan-Jo-Su in der Nachdichtung von Hans Bethge für Bariton und Orchester

#### Chor und Orchester
- 1958: Aus den Psalmen Davids für gemischten Chor (SATB) und Instrumente – Psalm XXVIII, Psalm XXX, Psalm XLIII und Psalm CXLIII
- 1959–1961: Dimensionen der Zeit und Stille für 40-stimmigen gemischten Chor, Schlagzeuggruppen und Streichinstrumente
- 1964: Cantata in honorem Almae Matris Universitatis Iagellonicae sescentos abhinc annos fundatae für zwei gemischte Chöre und Orchester
- 1970–1973: Canticum Canticorum Salomonis für 16-stimmigen gemischten Chor, Kammerorchester und ein Tänzerpaar (ad lib.)
- 1997: Hymne an den heiligen Daniel (Slawa swjatamu dlinnju knazju moskowskamu) für gemischten Chor (SATB) und Orchester
- 1997: Hymne an den heiligen Adalbert für gemischten Chor (SATB) und Orchester

#### Solostimmen, Chor und Instrumentalensemble oder Orchester
- 1965–1966: Passio et mors Domini nostri Iesu Christi secundum Lucam (Lukas-Passion) für Sopran, Bariton, Bass, Sprecher, Knabenchor, drei gemischte Chöre (SATB) und Orchester; Uraufführung 1966 im St.-Paulus-Dom zu Münster
- 1967: Dies Irae – Oratorium zum Gedächtnis der Opfer von Auschwitz für Sopran, Tenor, Bass, gemischten Chor (SATB) und Orchester: I Lamentatio, II Apocalypsis und III Apotheosis (Oratorium)
- 1970: Kosmogonia für Soli (Sopran, Tenor, Bass), gemischten Chor und Orchester; Auftragswerk des Generalsekretärs der Vereinten Nationen anlässlich des 25-jährigen Bestehens
- 1969–1970: Utrenja I (Grablegung Christi) für Soli (Sopran, Alt, Tenor, Bass, Basso profondo), 2 gemischte Chöre und Orchester
- 1970–1971: Utrenja II (Auferstehung) für Soli (Sopran, Alt, Tenor, Bass, Basso profondo), Knabenchor, 2 gemischte Chöre und Orchester
- 1973–1974: Magnificat für Basssolo, Vokalensemble (7 Männerstimmen), 2 gemischte Chöre (je 24-st.), Knabenstimmen und Orchester: I magnificat, II fuga, III et misericordia eius..., IV fecit potentiam, V passacaglia, IV sicut locutus est, VII gloria.
- 1979: Vorspiel, Visionen und Finale aus „Paradise Lost“ für 6 Solisten, großen gemischten Chor und Orchester
- 1979–1980: Te Deum für 4 Solisten (Sopran-, Mezzosopran-, Tenor-, Bass-Solo), 2 gemischte Chöre und Orchester
- 1980: Lacrimosa aus dem Polnischen Requiem für Sopran solo, gemischten Chor und Orchester
- 1980–1984: Polnisches Requiem für vier Solisten (SATB), gemischten Chor und Orchester (revidiert 1993)
- 1988: Zwei Szenen und Finale aus der Oper Die schwarze Maske für Sopran, Mezzosopran, gemischten Chor und Orchester
- 1995: Agnus Dei für vier Soli, gemischten Chor und Orchester aus Requiem der Versöhnung zum Gedenken an die Opfer des Zweiten Weltkrieges
- 1994 (?): Sanctus aus dem Polnischen Requiem für Alt- und Tenorsolo, gemischten Chor und Orchester
- 1996: 7. Sinfonie Seven Gates of Jerusalem für 5 Soli (SSATB), Sprecher, 3 gemischte Chöre und Orchester: I Magnus Dominus et laudabilis nimis, II Si oblitus fuero tui, Jerusalem, III De profundis, IV Si oblitus fuero tui, Jerusalem, V Lauda, Jerusalem, Dominum (Psalm 147), VI Ezechiel 37,1–10, VII Haec dicit Dominus: Ecce ego do coram vobis viam vitae, et viam mortis; Auftragswerk der Stadt Jerusalem, des Jerusalem Symphony Orchestra und des Symphonieorchesters des Bayerischen Rundfunks anlässlich der „Jerusalem-3000-Jahr“-Feier
- 1997–1998: Credo für 5 Soli (Sopran, Mezzosopran, Alt, Tenor, Bass), Kinderchor, gemischten Chor und Orchester
- 2002–2003: Phaedra für Sprecher, Solostimmen, Chor und Orchester
- 2004–2005: 8. Sinfonie Lieder der Vergänglichkeit für 3 Solisten (Sopran, Mezzosopran, Bariton), Chor und Orchester nach Gedichten von Johann Wolfgang von Goethe, Achim von Arnim, Joseph von Eichendorff, Karl Kraus, Rainer Maria Rilke, Hans Bethge (Nachdichtung) und Hermann Hesse. Auftragswerk des Luxemburgischen Kultusministeriums. Uraufführung: 26. Juni 2005 Luxemburg (Neufassungen 2007 und 2008)

## Preise, Auszeichnungen und Ehrungen
- 2014: Orden des Marienland-Kreuzes I. Klasse[31]
- 2013: Grammy für das beste klassische Sammelprogramm (Best Classical Compendium)
- 2011: Viadrina-Preis
- 2009: Verdienstorden des Großherzogtums Luxemburg; Verdienstorden von Armenien; Ehrenbürger von Bydgoszcz[32]
- 2008: Polnischer Filmpreis für die Filmmusik zu Das Massaker von Katyn; Komtur des Drei-Sterne-Ordens
- 2005: Orden des Weißen Adlers
- 2004: Praemium Imperiale (Musik)
- 2003: Großes Goldenes Ehrenzeichen für Verdienste um die Republik Österreich[33]
- 2003: Preis der Europäischen Kirchenmusik; Ehrenbürger seiner Geburtsstadt Dębica; Eduardo M. Torner-Medaille des „Conservatorio de Musica del Principado Asturias“ in Oviedo, Spanien; Ehren-Direktor des Chors der Prinz von Asturien-Stiftung; Ehren-Präsident der „Apayo a la Creación Musical“
- 2002: Staatspreis des Landes Nordrhein-Westfalen; Romano-Guardini-Preis
- 2001: Prinz-von-Asturien-Preis in der Sparte Kunst; Ehrenmitglied der Hong Kong Academy for Performing Arts
- 2001: Namensgeber für den Asteroiden (21059) Penderecki[34]
- 2000: Cannes Classical Award als „Living Composer of the Year“; Ehrenmitglied der Gesellschaft der Musikfreunde in Wien; Offizier des Verdienstordens der Italienischen Republik
- 1999: Musikpreis der Stadt Duisburg
- 1998: Kompositionspreis der Fördergemeinschaft der europäischen Wirtschaft; Foreign Honorary Member der American Academy of Arts and Letters; Korrespondierendes Mitglied der Bayerischen Akademie der Schönen Künste, München; Honorary Board des Vilnius Festival 1999.
- 1996: Primetime Emmy Award of the Academy of Television Arts & Sciences; Komtur des Ordre des Arts et des Lettres
- 1995: Mitglied der Royal Academy of Music, Dublin; Ehrenbürger der Stadt Straßburg; Primetime Emmy Award of the Academy of Television Arts & Sciences; Herder-Preis
- 1993: Distinguished Citizen Fellowship am Institute for Advanced Study an der Indiana University Bloomington; Preis des Internationalen Musikrates/UNESCO für Musik; kultureller Verdienstorden des Fürstentums Monaco; Komtur mit Stern des Ordens Polonia Restituta
- 1992: Grawemeyer Award for Music Composition für Adagio – 4. Sinfonie; Österreichisches Ehrenzeichen für Wissenschaft und Kunst
- 1991: Assoziiertes Mitglied der Académie royale des Sciences, des Lettres et des Beaux-Arts de Belgique[35]
- 1990: Großes Verdienstkreuz des Verdienstordens der Bundesrepublik Deutschland; Chevalier de Saint Georges
- 1985: Premio Lorenzo Magnifico
- 1983: Wihuri-Sibelius-Preis; Polnischer Staatspreis
- 1980: Namensgeber für den Penderecki-Gletscher auf King George Island in der Antarktis
- 1977: Prix Arthur Honegger für Magnificat
- 1977: Herder-Preis
- 1973: Komtur des Ordens Polonia Restituta
- 1968: Grammy Trustees Award der National Academy of Recording Arts and Sciences (NARAS)
- 1968: Prix Italia für Dies Irae zum Gedächtnis der Opfer von Auschwitz
- 1967: Prix Italia für die Lukas-Passion; Sibelius Gold Medal
- 1966: Großer Kunstpreis des Landes Nordrhein-Westfalen für die Lukas-Passion
- 1961: Preis der UNESCO für Threnos
- 1959: II. Warschauer Wettbewerb Junger Polnischer Komponisten des Komponistenverbandes – Penderecki erhielt für seine Werke Strophen, Emanationen und Aus den Psalmen Davids alle drei zu vergebenden Preise.

Ehrendoktorate und -professuren
- Georgetown University, Washington, D.C.
- University of Glasgow
- Moskauer Tschaikowsky-Konservatorium
- Fryderyk-Chopin-Musikakademie, Warschau
- Seoul National University
- Universitäten von Rochester, Bordeaux, Leuven, Belgrad, Madrid, Poznań und des St. Olaf College, Northfield/Minn, Duquesne University, Pittsburgh (PA), St. Petersburg, Beijing Konservatorium und Yale
- Westfälische Wilhelms-Universität in Münster (2006 Philosophische Fakultät)
- Universität Leipzig (2003)[36]

Ehrenmitgliedschaften
- Royal Academy of Music (London)
- Accademia Nazionale di Santa Cecilia (Rom)
- Königlich Schwedische Musikakademie (Stockholm)
- Akademie der Künste (Berlin)
- Academia Nacional de Bellas Artes (Buenos Aires)
- Gesellschaft der Musikfreunde in Wien

## Diskografie (Auswahl)
- Seven Gates of Jerusalem – Symphony No. 7 for five soloists, speaker, three mixed choirs and orchestra – Ersteinspielung der Originalversion (Live-Aufnahme vom 16. November 1999) mit dem National Philharmonic Orchestra Warsaw, dem National Philharmonic Choir Warsaw und den Solisten Bozena Harasimowicz-Haas, Izabella Klosinska, Wiesław Ochman, Jadwiga Rappé, Romuald Tesarowicz und Henryk Wojnarowski unter Leitung von Kazimierz Kord.
- Threnos – Den Opfern von Hiroshima (ursprünglicher Titel: 8′37″, nach der Dauer des Angriffs auf Hiroshima am 6. August 1945) für 52 Saiteninstrumente (1960) – („Music from Six Continents“), mit dem Polish Radio National Symphony Orchestra unter Leitung von Szymon Kawalla.
- Strophen für Sopran, Sprechstimme und zehn Instrumente über Originaltexte von Menander, Sophokles, Jesaja, Jeremia und Omar El-Khayám (1959) mit dem Amadeus Chamber Orchestra Poznań unter Leitung von Agnieszka Duczmal mit Olga Szwajgier, Sopran.
- Konzert für Violine und Orchester Nr. 2 „Metamorphosen“ mit Anne-Sophie Mutter, London Symphony Orchestra, Krzystof Penderecki bei DGG